# Astemir Gordyushenko
Bản mẫu:Eastern Slavic name
Astemir Aleksandrovich Gordyushenko (tiếng Nga: Астемир Александрович Гордюшенко; sinh ngày 30 tháng 3 năm 1997) là một cầu thủ bóng đá người Nga thi đấu ở vị trí tiền vệ trung tâm cho P.F.K. CSKA Moskva.

## Sự nghiệp

### Câu lạc bộ
Gordyushenko ra mắt cho the đội một của P.F.K. CSKA Moskva trong trận đấu tại Cúp quốc gia Nga trước FC Yenisey Krasnoyarsk vào ngày 21 tháng 9 năm 2016, với màn ra mắt tại Giải bóng đá ngoại hạng Nga cho CSKA Moskva vào ngày 2 tháng 10 năm 2016 trước F.K. Rostov.
Vào ngày 21 tháng 11 năm 2016, Gordyushenko gia hạn hợp đồng cùng với CSKA Moskva đến hết mùa giải 2019-20.

## Thống kê sự nghiệp

### Câu lạc bộ
Tính đến trận đấu diễn ra ngày 13 tháng 5 năm 2018
| Câu lạc bộ          | Mùa giải            | Giải vô địch                | Giải vô địch | Giải vô địch | Cúp Quốc gia | Cúp Quốc gia | Châu lục | Châu lục  | Khác    | Khác      | Tổng cộng | Tổng cộng |
| Câu lạc bộ          | Mùa giải            | Hạng đấu                    | Số trận      | Bàn thắng    | Số trận      | Bàn thắng    | Số trận  | Bàn thắng | Số trận | Bàn thắng | Số trận   | Bàn thắng |
| ------------------- | ------------------- | --------------------------- | ------------ | ------------ | ------------ | ------------ | -------- | --------- | ------- | --------- | --------- | --------- |
| CSKA Moskva         | 2016–17             | Giải bóng đá ngoại hạng Nga | 3            | 0            | 1            | 0            | 1        | 0         | 0       | 0         | 5         | 0         |
| CSKA Moskva         | 2017–18             | Giải bóng đá ngoại hạng Nga | 6            | 0            | 1            | 0            | 3        | 0         | -       | -         | 10        | 0         |
| CSKA Moskva         | Tổng cộng           | Tổng cộng                   | 9            | 0            | 2            | 0            | 4        | 0         | 0       | 0         | 15        | 0         |
| Tổng cộng sự nghiệp | Tổng cộng sự nghiệp | Tổng cộng sự nghiệp         | 9            | 0            | 2            | 0            | 4        | 0         | 0       | 0         | 15        | 0         |